# Louise Michel

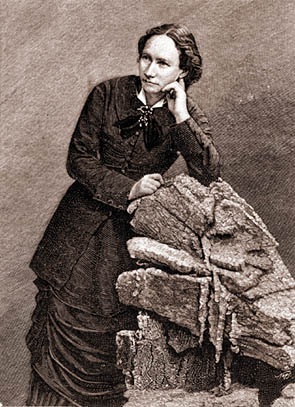
Louise Michel.

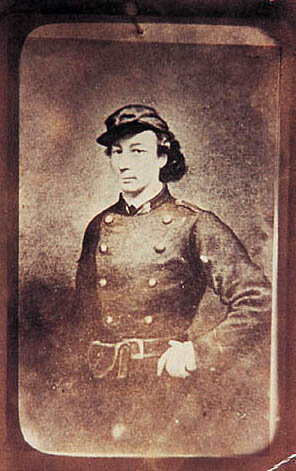
En uniformerad Louise Michel under Pariskommunen.

Louise Michel, född 29 maj 1830 i Vroncourt-la-Côte i Haute-Marne, död 9 januari 1905 i Marseille, var en fransk anarkist, författare, lärare och en ledargestalt under Pariskommunen 1871.

## Biografi
Louise Michel föddes utom äktenskapet i det anspråkslösa slottet Vroncourt där hennes mor, Marianne Michel, var kammarjungfru. Hennes far var troligen sonen till slottets ägare. Farföräldrarna gav henne och modern ett underhåll, och hon fick en god undervisning. Redan som ung flicka hade Michel en stark känsla för rättvisa för både människor och djur - i sina memoarer skriver hon om hur hon stal pengar från sin farfar för att ge till fattiga.
Ända sedan unga år brevväxlade Michel med Victor Hugo. Hon skrev under sina brev med Enjolras, efter den revolutionära huvudpersonen i Hugos Les Misérables.
Michel tog lärarexamen 1852 och öppnade en privatskola först i Audeloncourt och sedan i Millières. Hon lärde flickorna sjunga den då kontroversiella Marseljäsen och hon vägrade införa skolbön för kejsar Napoleon III. Under den här tiden började hon också publicera poesi i lokalpressen, trots sin mors protester.
1856 flyttade hon till Paris, och 1865 köpte hon en privatskola i Montmartre. Hon upprördes över fattigdomen i det distrikt där hon undervisade, och engagerade sig i politiska grupper och kvinnoföreningar som ville utbilda kvinnor så att de slapp prostituera sig. Hon skrev också om, och grundade en organisation för, att undervisa barn med intellektuella funktionsnedsättningar. 1858 vädjade hon om nåd för attentatsmannen Felice Orsini hos kejsaren.

### Pariskommunen
Pariskommunen var den radikala kommunstyrelse som valdes att styra Paris i mars 1871, omedelbart efter det fransk-tyska kriget och belägringen av Paris. Kommunen varade i 72 dagar och slutade med tusentals döda i strider och avrättningar.
Louise Michel hade en ledarroll under Pariskommunen. Hon ledde en kvinnlig ambulanskår och genomdrev att prostituerade tilläts bli sjukvårdare. Det sades att endast "rena händer" fick förbinda de sårade, men på det svarade Michel: "Vem har större rätt än de, det gamla samhällets armaste offer, att ge sitt liv för det nya?".  
Michel jobbade "dygnet runt" med att formulera och debattera den nyfödda kommunens politik. Hon deltog också i striderna, tillsammans med tusentals kvinnor från Paris. Den regeringsvänliga pressen beskrev dem alla som "petrolöser" - kvinnliga mordbrännare. Det är osannolikt att de kvinnliga mordbrännarna verkligen har existerat, men myten om dem användes flitigt i regeringens propaganda. Berättelserna om petrolöserna användes länge - också utanför Frankrike - för att demonisera kvinnliga revolutionärer.

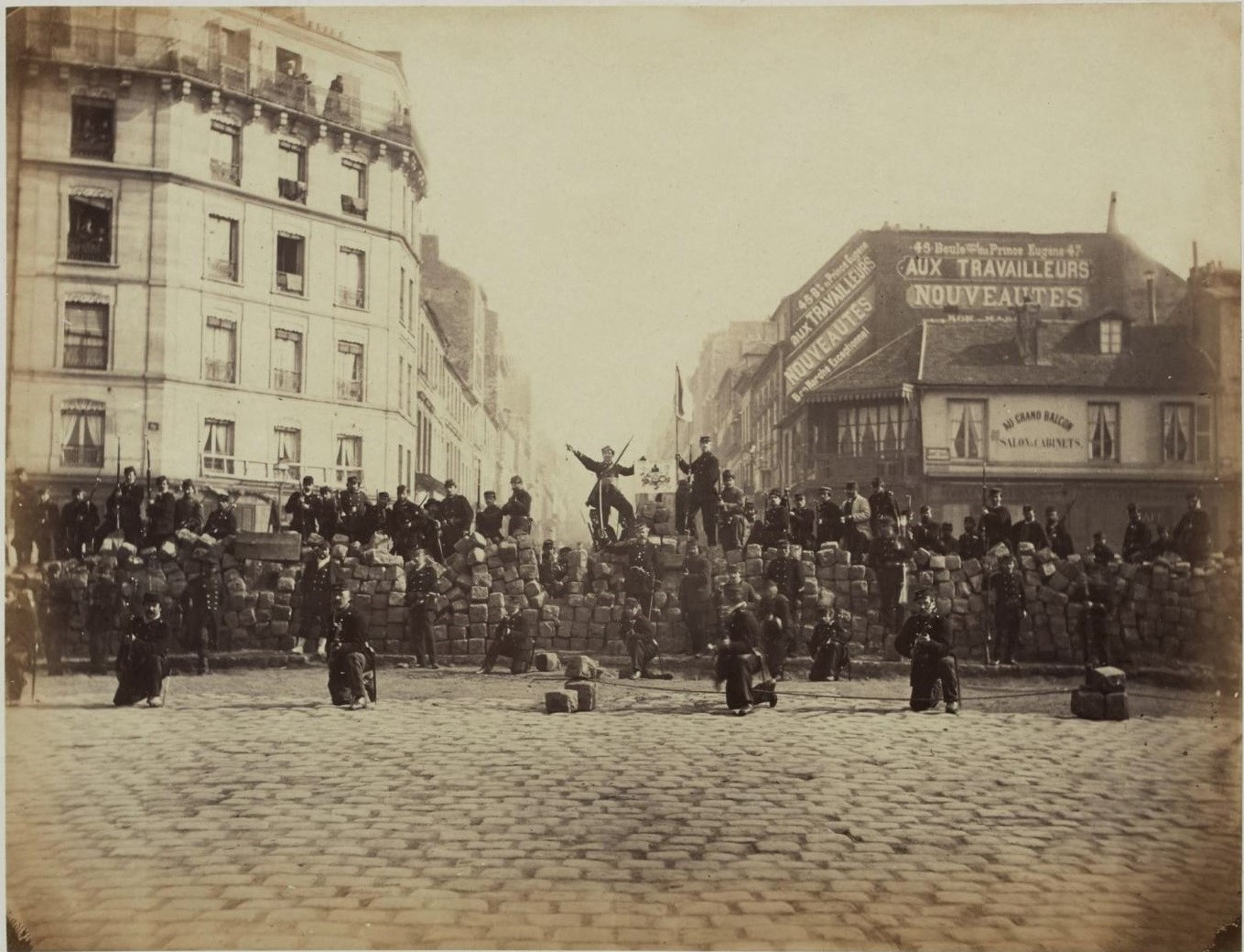
En av Pariskommunens barrikader

Efter kommunens fall arkebuserades tusentals människor. Louise Michel lyckades först undvika arrest, men när hon fick höra att hennes mor tagits i förvar överlämnade hon sig själv till myndigheterna.
Under rättegången deklarerade hon att "Då det ser ut, som om varje hjärta, som klappar för friheten, blott har rätt till ett stycke bly, så fordrar också jag min del. Om ni låter mig leva, skall jag aldrig sluta upp med att ropa på hämnd. (...) Om ni icke äro fega stackare, så döda ni mig!"
Hon anklagades för att vara petrolös, på vilket hon svarade trotsigt: "Vad Paris' brand angår, så har jag haft del i denna. Jag ville resa en eldmur mot inkräktarna från Versailles. Jag har inga medskyldiga. Jag har handlat av egen drift." 
Hon förklarade varför hon deltagit: "Man säger att jag har varit medbrottsling i kommunen. Javisst har jag det, därför att kommunen framför allt ville ha en social revolution och en social revolution är det heligaste av mina löften. Jag har bara en kärlek: kärleken till revolutionen."
Victor Hugos dikt Viro Major handlar om rättegången mot Louise Michel, och bidrog troligen starkt till att hennes berömmelse växte. 

### Deportation
Louise Michel avrättades emellertid inte utan dömdes att deporteras till den franska kolonin Nya Kaledonien. Louise Michel hade då suttit fängslad i 20 månader och såg fram emot och förberedde sig inför sin deportation. Hon var fast besluten att förvandla sitt straff till en vetenskaplig expedition, och före resan brevväxlade hon med ordföranden för det geografiska sällskapet för att å deras vägnar utföra undersökningar av kolonins klimat, flora och fauna. Hon försågs med frön att prova och fick faktaböcker till hjälp.
Den 8 augusti 1873 avgick fartyget Virginie med Michel ombord. Under den 4 månader långa båtresan lärde hon känna Henri Rochefort, och de förblev vänner fram till hennes död. Hon träffade också anarkisten Nathalie Lemel, som deltagit Pariskommunen. Under båtresan blev Michel övertygad anarkist - troligtvis bidrog kontakten med Lemel till det.   
Under de år hon tillbringade i kolonin skaffade Michel kunskap om och förbindelser med kanakerna, öns urinvånare. Hon lärde sig deras språk, sånger, ritualer och 1885 publicerade hon boken Légendes et chants  de gestes canagues ("Kanakernas legender och sånger"). Hon stöttade kanakerna i deras uppror mot de franska kolonialisterna 1878, och inför upproret sägs hon ha skickat upprorsledaren Ataï en bit av sin röda halsduk.
Michel arbetade också som lärare åt barnen på kolonin. Hon lärde också känna kabyler som förvisats från Algeriet, efter att de deltagit i upproret mot den franska kolonialmakten 1871.    
1880 benådades Louise Michel i samband med en allmän amnesti, och återvände till Frankrike.

### Åter i Frankrike
I Paris fortsatte hon sin politiska gärning. Hon deltog i den the International Revolutionary Congress i London i juli 1881, tillsammans med bland andra Pjotr Kropotkin, Marie Le Compte, Emile Gautier och Errico Malatesta.
Den 9 mars 1883 ledde hon en demonstration mot hungerpolitiken och till Pariskommunens minne. Demonstrationen behövde en fana av något slag, och Michel tog då av sin svarta sidenunderkjol och fäste den vid ett kvastskaft. På det viset - berättas det - fick anarkismen sin svarta fana (i sina memoarer skriver dock Michel att hon fick en svart trasa av en annan demonstrant). För sitt deltagande i demonstrationen dömdes Michel till 6 års fängelse för plundring. Men den 3 januari 1885 dog hennes mor, och 3 dagar senare benådades Louise Michel. I juli 1890 flydde Michel till London - efter att ha hotats med att spärras in på mentalsjukhus - där hon stannade i fem år.
I London besökte hon bland annat familjen Pankhursts hem i Russell Square, där hon gjorde ett starkt intryck på en ung Sylvia Pankhurst.
Under en föreläsningsturné dog Louise Michel på Hotel Oasis i Marseille den 9 januari 1905. Hennes begravning i Paris drog en enorm publik - och begravningståget var en kilometer långt.

## Filosofi och personlighet
Louise Michel var anarkist och såg makten som ett gift som fördärvar människan. "Det är makten som är förbannelsen och det är därför jag är anarkist!" Människans nuvarande situation är bara ett tillstånd som kommer passeras när mänskligheten får välja sin väg fritt: "När makten inte längre ligger hos en ensam individ, kommer ljus, sanning och rättvisa att råda. Makt hos en person är ett brott. Vad vi vill är att makten tillhör alla." Hon förkastade nationalismen, och talade ofta om arbetares och fattigas situation.
Under hela sitt liv var Michel naturvetenskapligt intresserad, och trodde på en utopisk framtid. I sina memoarer skrev hon: "Snart kommer varken grymhet eller exploatering finnas kvar, och vetenskapen kommer förse hela mänskligheten med mat. (...) Konst för alla! Vetenskap för alla! Bröd för alla!" Men hon ville inte beskriva hur det skulle se ut i detalj: "Hur skall larven kunna veta hur hon kommer att tänka och känna som fjäril?"
Michel engagerade sig aldrig i rösträttsrörelsen eftersom hon inte trodde på parlamentarismen. På frågan om hon ville ha rösträtt för kvinnor, svarade hon "Nej, och inte för män heller! Det är bättre om både män och kvinnor inriktar alla sina krafter på revolutionen."
Louise Michel levde strikt efter sin politiska övertygelse. I rättegångar var hon ofta direkt och trotsig, och uppmanade domarna att bidra till revolutionen.
Emma Goldman skrev om sitt första möte med Louise Michel: "Man kapitulerade snabbt inför hennes strålande personlighet, så övertygande i sin styrka, så rörande i sin barnsliga enkelhet. Eftermiddagen med Louise var en upplevelse som inte liknade något som hade hänt dittills i mitt liv. Hennes hand i min, tillgivet på mitt huvud, hennes ömhetsbetygelser och nära kamratskap, fick min själ att expandera, och sträcka sig mot de vackra sfärer där hon vistades."

## Eftermäle
Från hennes död till 1916 genomfördes varje år en demonstration vid Louise Michels grav vid Levallois-Perret.
Den 1 maj 1946 döptes tunnelbanestationen Vallier i Paris om till Louise Michel.
I Levallois-Perret står en bronsstaty av Louise Michel, gjord av Émile Derré 1906.
2004 döptes Square Willette, vid foten av Sacré-Cœur i Paris, om till Square Louise Michel.
En stor mängd franska grundskolor är namngivna efter Louise Michel. 
Filmen Louise Michelle La Rebelle från 2008, och seriealbumet The Red Virgin and the Vision of Utopia från 2016 handlar båda om Michels liv.